# Brett Hunchak
Brett Hunchak (Calgary, 20 ottobre 1995) è un giocatore di football americano canadese, di ruolo quarterback.
Dopo aver giocato a football americano nella squadra di college degli York Lions è passato agli svedesi Stockholm Mean Machines e successivamente ai francesi Black Panthers de Thonon.
Suo fratello Colton gioca come wide receiver nei Calgary Stampeders.